# تانيا وايت
تانيا وايت (بالإنجليزية: Tanya White)‏ هي لاعبة تايكوندو أسترالية، ولدت في 1972.

## وصلات خارجية
- تانيا وايت على موقع TaekwondoData.com (الإنجليزية)
- تانيا وايت على موقع أوليمبيديا (الإنجليزية)
- تانيا وايت على موقع اللجنة الأولمبية الأسترالية (الإنجليزية)